# Пуна Сити
«Пуна Сити» (FC Pune City) — бывший индийский футбольный клуб из Пуны. Выступал в Индийской Суперлиге.

## История
Официально основан 13 апреля 2014 года, как одна из восьми «франшиз» вновь созданной Индийской Суперлиги. Владельцем клуба стал индийский актёр Ритик Рошан. Среди зарубежных игроков, выступавших за клуб в сезоне-2014, — особо выделяются Давид Трезеге (победитель Чемпионата мира и Европы) и Константинос Кацуранис, также имеют опыт выступлений в сильнейших национальных лигах Европы Даниеле Мальоккетти, Кристиан Вадоц, Джермен Пеннант, Бруно Чирилло, Эмануэле Беларди и Сайду Панандетигири. Были привлечены и некоторые другие иностранцы; играли в команде, конечно, и индийцы (игроки из I-League — собственно чемпионата Индии, в том числе игроки сборной Индии).
«Пуна Сити» был распущен после сезона 2018/2019 из-за продолжительных финансовых и технических проблем. Франшизу приобрели Вижай Маддури, предприниматель из Хайдарабада, и Варун Трипуранени, бывший генеральный директор «Керала Бластерс». Владельцы решили перевезти франшизу в свой родной город Хайдарабад. Образование нового клуба было объявлено 27 августа 2019 года.
Перед закрытием в 2019 году несколько игроков Пуна Сити, в том числе игрок сборной Индии Ашике Куруниян и канадец Иэн Хьюм , выступили с заявлением, в котором утверждалось, что они не получали зарплату от руководства за весь сезон. После этого к делу подключилась Всеиндийская федерация футбола и урегулировала проблемы с зарплатой у игроков и клуба.

## Тренеры
| Имя                             | Национальность | С                   | По                  |
| ------------------------------- | -------------- | ------------------- | ------------------- |
| Франко Коломба                  | Италия         | 22 июня 2014 г.     | 20 декабря 2014 г.  |
| Дэвид Платт                     | Англия         | 2 июня 2015 г.      | 20 декабря 2015 г.  |
| Антонио Лопес Хабас             | Испания        | 25 апреля 2016 г.   | 15 сентября 2017 г. |
| Мигель Мартинес Гонсалес (и.о.) | Испания        | 3 октября 2016 г.   | 3 октября 2016 г.   |
| Ранко Попович                   | Сербия         | 25 сентября 2017 г. | 31 мая 2018 г.      |
| Мигель Анхель Португал          | Испания        | 1 июня 2018 г.      | 26 октября 2018 г.  |
| Прадьюм Редди (и.о.)            | Индия          | 26 октября 2018 г.  | 24 декабря 2018 г.  |
| Фил Браун                       | Англия         | 24 декабря 2018 г.  | 27 августа 2019 г.  |
| Маркос Пакета                   | Бразилия       | 1 июня 2018 г.      | 27 августа 2018 г.  |